# Kin (Aywaille)
Pour les articles homonymes, voir Kin.
Kin est un hameau de la commune d'Aywaille dans la province de Liège en Région wallonne (Belgique).
Avant la fusion des communes, Kin faisait déjà partie de la commune d'Aywaille.

## Étymologie
Kin pourrait tirer ses origines chez les Celtes. Ce nom viendrait du mot Keen (sommet) ou Caunos (montagne).

## Situation et description
Cette petite localité se situe au sud-est et sur les hauteurs d'Aywaille, au sommet du Thier Bosset. Elle se trouve à la limite de l'Ardenne et de la Calestienne où l'on peut voir le chantoir de Kin et le Ry de Kin qui s'y engouffre avant de réapparaître quelque 300 m plus loin puis de disparaître une seconde fois dans le chantoir de Dieupart.
Kin forme la partie la plus basse d'un ensemble habité formé avec le hameau voisin de Stoqueu. Le hameau est bordé à l'est par le Grand Bois qui est traversé par l'autoroute E25 Liège - Luxembourg.

## Activités
Sur les hauteurs du hameau se trouve l'école communale Albert Xhignesse, du nom d'un instituteur qui dirigea l'établissement de 1929 à 1973. Les bâtiments actuels ont été inaugurés le 16 avril 1988.